# Franco a cavallo
Il franco a cavallo fu la prima moneta francese con il nome di franco. Era una moneta d'oro a 24 carati di 29 mm e pesante 3,88 grammi, pari a 63 pezzi al marco.
La prima volta fu emessa per finanziare il riscatto del re Giovanni II "il Buono" che era stato fatto prigioniere dagli inglesi alla Battaglia di Poitiers, durante la Guerra dei cento anni. Nel 1360, il Trattato di Brétigny lo rese libero previo pagamento di 3 milioni di scudi d'oro (ovvero 11640 chilogrammi del biondo metallo).
Il nome deriverebbe dall'iscrizione "IOHANNES DEI GRATIA - FRANCORV[M] REX", (Giovanni per grazia di Dio re dei Francesi) oppure dal fatto che era stato usato per liberare (franc in francese significa "libero") il re.
Fu creato il 5 dicembre 1360 e circolò dal febbraio del 1361. Un franco equivaleva a una livre tournois (lira tornese), così la parola franco divenne sinonimo di lira.
Altri franchi furono coniati sotto Carlo V, Enrico III ed Enrico IV, nonché da Luigi II di Fiandra.
In particolare Carlo V coniò anche un franco su cui il re era raffigurato stante e di conseguenza fu chiamato franc á pied.

## Descrizione
- Dritto: Giovanni II "il Buono" a cavallo che galoppa verso sinistra con la spada protesa in alto, la corona gigliata, la cotta e la gualdrappa del cavallo pure ricamate di gigli. L'iscrizione latina circolare IOHANNES DEI GRATIA - FRANCORV REX ("Giovanni, per la grazia di Dio, re dei Franchi").
- Rovescio: Croce con fiordalisi, ornata da un quadrilobo centrale ed inserita in un quadrilobo ornato con palme e quattro trifogli. L'iscrizione latina circolare + XP'C* VInCIT* XP'C* REGNAT* XP'C* INPERAT ("Cristo vince, Cristo regna, Cristo comanda").

## Galleria d'immagini
| Franco di Luigi II di Fiandra                                           | Franco di Luigi II di Fiandra                                                |
| ----------------------------------------------------------------------- | ---------------------------------------------------------------------------- |
|                                                                         |                                                                              |
| Luigi a cavallo con spada. Intorno LVDOVIC 8 DEI GRA 8 COMES 8 FLADRIE. | Croce; gigli nei quarti; Intorno + XP'C* VInCIT* XP'C* REGNAT* XP'C* INPERAT |
| 3,89 g, zecca di Gand o Malines                                         |                                                                              |